# Mark Velasquez
Mark Velasquez (* 2. srpna 1977 Santa Maria, Kalifornie) je americký fotograf, který se zúčastnil první série realitní televizní soutěže Work of Art: The Next Great Artist v televizi Bravo.

## Mládí
Velasquez studoval a ministroval ve školách St. Mary of the Assumption a St. Louis de Montfort. Vystudoval střední školu St. Joseph High School v kalifornské Santa Marii a Cornish College of the Arts v Seattle ve státě Washington, kde absolvoval obory kreslení, sochařství a uměleckou performanci. Velasquez je členem Eagle Scout a Elks. Od svých 14 let pracoval v rodinné restauraci Tom's Take-Out v řadě profesích, především jako kuchař. Svůj vztah k fotografii si uvědomil poté, co začal fotograficky dokumentovat vlastní umělecká díla.

## Vliv
Zatímco Velasquezova obraznost může být lákavá a často se vyznačuje spoře oblečenými ženami, jako svou hlavní inspiraci cituje Normana Rockwella. "Rockwell využíval lidi ze svého malého města, své přátele, sousedy, děti... Dělání umění z toho, co máme kolem sebe."

## Kariéra

### Work of Art: The Next Great Artist
V srpnu 2009 se Velasquez zúčastnil kastingu v Los Angeles, pro televizní program Bravo TV, který se zaměřil na uměleckou realitu, Work of Art: The Next Great Artist. Byl vybrán jako soutěžící a zúčastnil se sedmi z 10 epizod, v osmé skončil. Osmá epizoda nesla název Protiklady se přitahují, nebe a peklo, jeho soupeřem byl Peregrine Honig, který chtěl nakreslit peklo přes Velasquezovu břišní jizvu, vizuální záznam jeho záchvatu divertikulitidy. Markovi se to zpočátku nelíbilo, nezdálo se mu, že jizva představuje peklo, ale nakonec souhlasil. Porotci však shledali tento koncept jako klišé a neinspirativní. Moderátorka China Chow při oznamování očividně "bojovala se slzami", ale oznámila rozhodnutí soudců, že Velasquez nebude pokračovat.

### Show & Tell
V květnu 2010 byla vydána publikace Show & Tell, 80stránková kniha obsahující fotografie šesti modelů, které představují milníky v jeho rané kariéře. Kniha obsahuje ruminaci jeho zkušeností a vztahů s každým modelem a příběhy o tom, jak se oboje v průběhu jejich přátelství měnilo.

### Časopis NSFW
V listopadu 2010 vydal Velasquez časopis NSFW ve spolupráci s Michaelem Neffem. NSFW, zkratka pro "Ne Bezpečné Pro Práci" (Not Safe For Work), je čtvrtletník a každé vydání je zaměřeno na jedno téma. Obsahue Velasquezovy fotografie a články, sloupeček napsaný Hilary Underwoodem a fotografie modelky Kacie Marie.